# Мапуту (спеціальний заповідник)
26°32′53″ пд. ш. 32°46′34″ сх. д. / 26.548° пд. ш. 32.776° сх. д.
Спеціальний заповідник Мапуту (раніше відомий як заповідник слонів Мапуту) — природний заповідник у Мозамбіку неподалік від столиці країни Мапуту.
Заповідник розташований у затоці Мапуту, приблизно в 100 кілометрах на південний схід від міста Мапуту, Мозамбік. Заповідник займає 1040 км 2 (400 квадратних миль) і спочатку був проголошений у 1932 році для захисту невеликої популяції прибережних слонів, які мешкають у цьому районі.
Заповідник поєднує в собі озера, водно-болотні угіддя, болотні ліси, луки та мангрові ліси з береговою лінією, яка лежить у межах Мапуталендського центру ендемізму. За останніми даними кількість слонів у заповіднику становить близько 400.
Згодом заповідник стане частиною транскордонної природоохоронної території Лубомбо, до якої входять національні парки Південної Африки, Мозамбіку та Есватіні.Зараз він є частиною транскордонної природоохоронної території Усуту-Тембе-Футі.
У 2018 році транскордонна природоохоронна група Peace Parks Foundation підписала угоду про партнерство з урядом Мозамбіку для підтримки управління та розвитку спеціального заповідника Мапуту та прилеглого часткового морського заповідника Понта-ду-Ору.
Інфраструктура екологічного туризму в заповіднику складається з курорту Anvil Bay, який відкрився в 2015 році

## Тваринний світ
Включає 350 африканських саванних слонів, великого різноманіття птахів, зебр, кількох видів антилоп, нільських крокодилів, бегемотів, червоного дуйкера, антилопи суні, редунги і стейнбоку.